# Kilómetro 101 (Argentina)
Kilómetro 101 es una localidad argentina ubicada en el departamento Rosario de la provincia de Santa Fe. Se encuentra sobre la ruta provincial 18, 15 km al sur del centro de Rosario.

## Población
Cuenta con 36 habitantes (Indec, 2010), lo que representa un incremento del 38 % frente a los 26 habitantes (Indec, 2001) del censo anterior.
| Gráfica de evolución demográfica de Kilómetro 101 entre 1991 y 2010 |
|                                                                     |
| Fuente: Censos nacionales del INDEC                                 |

- Datos: Q5805910